# Équipe cycliste U.C. Trevigiani Energiapura Marchiol
L'équipe cycliste U.C. Trevigiani Energiapura Marchiol est une équipe cycliste italienne puis bulgare. Elle est surtout connue pour avoir fait passer de nombreux cyclistes italiens au niveau professionnel. Elle court avec une licence d'équipe continentale entre 2014 et 2018 et de nouveau à partir de 2025.

## Histoire de l'équipe
L'équipe a ses origines dans le club de cyclisme de l'UC Trevigiani, fondé en 1913 à Trévise. Tout au long de son histoire, un grand nombre de cyclistes sont passés professionnels, parmi eux des noms tels que Adolfo Grosso, Pietro Zoppas, Vendramino Bariviera, Guido De Rosso et plus récemment, Francesco Chicchi, Enrico Franzoi, Roberto Sgambelluri, Mattia Cattaneo, Franco Pellizotti, Alessandro Ballan, Giacomo Nizzolo et Marco Coledan,. L'équipe a remporté deux titres au championnat du monde sur route espoirs avec Francesco Chicchi en 2002 et Enrico Franzoi en 2003, ainsi que trois Tours d'Italie amateurs avec Roberto Sgambelluri (1996), Raffaele Ferrara (2000) et Mattia Cattaneo (2011).
En 2010, le groupe sportif fusionne avec l'équipe Bottoli-Nordelettrica-Ramonda, donnant naissance à Trevigiani-Dynamon-Bottoli. En 2014, l'équipe acquiert la licence d'équipe continentale UCI, devenant MG.K Vis-Wilier-Trevigiani-Norda, et transférant son siège social et ses activités sportives de Trévise à Pozzonovo. Elle participe au contre-la-montre par équipes des championnats du monde de Ponferrada, terminant à la 25e place sur 29 équipes au départ.
Elle est renommée Unieuro Wilier en 2015. En 2017 et 2018, elle se nomme Unieuro Trevigiani-Hemus 1896 et court sous licence bulgare.
En 2019, elle fusionne avec l'équipe continentale italienne Sangemini, pour former une entité italienne nommée Sangemini-Trevigiani pour les coureurs de moins de 23 ans.
Le partenariat se terminant fin 2020, en 2021, l'entreprise est à nouveau active avec sa propre équipe Élite/Moins de 23 ans sous le nom d'UC Trevigiani Campana Imballaggi. 
En 2022, le club revient à Trévise avec Uc Trevigiani Energiapura Marchiol et fête ses 110 ans d'existence en 2023.

## Principales victoires

### Courses d'un jour
- Trofeo Banca Popolare di Vicenza : Marco Vivian (2005), Manuel Belletti (2007), Michele Scartezzini (2013)
- Coppa Colli Briantei Internazionale : Harald Starzengruber (2005)
- Trofeo Edil C : Massimo Graziato (2010), Alessandro Fedeli (2018)
- Grand Prix Industrie del Marmo : Tomas Alberio (2010)
- Trophée de la ville de Brescia : Manuele Boaro (2010)
- Trophée de la ville de San Vendemiano : Michele Gazzara (2011), Enrico Barbin (2012)
- Grand Prix de Poggiana : Mattia Cattaneo (2011), Stefano Nardelli (2015)
- Gran Premio Capodarco : Mattia Cattaneo (2011), Matteo Busato (2013)
- Giro del Belvedere : Daniele Dall'Oste (2012)
- Gran Premio della Liberazione : Enrico Barbin (2012), Lucas Gaday (2015), Alessandro Fedeli (2018)
- Trofeo Alcide Degasperi : Enrico Barbin (2012)
- Ruota d'Oro : Mattia Cattaneo (2012), Nicolás Tivani (2017)
- Grand Prix San Giuseppe : Luca Chirico (2013)
- Tour de Berne : Enrico Salvador (2016)

### Courses par étapes
- Girobio : Mattia Cattaneo (2011)
- Kreiz Breizh Elites : Matteo Busato (2014)
- Ronde de l'Isard d'Ariège : Simone Petilli (2015)
- Tour de Slovaquie : Mauro Finetto (2016)
- Tour de Bulgarie : Marco Tecchio (2016)
- Tour de Serbie : Nicolás Tivani (2018)

### Championnats nationaux
- Championnats d'Albanie sur route : 4
  - Course en ligne : 2011 et 2012 (Eugert Zhupa)
  - Contre-la-montre : 2001 et 2012 (Eugert Zhupa)
- Championnats d'Italie sur route : 1
  - Contre-la-montre espoirs : 2012 (Massimo Coledan)
- Championnats de République tchèque sur route : 2
  - Course en ligne espoirs : 2011 (Jakub Novák)
  - Contre-la-montre espoirs : 2012 (Jakub Novák)
- Championnats de Roumanie sur route : 3
  - Course en ligne : 2011 (Andrei Nechita)
  - Contre-la-montre : 2011 et 2014 (Andrei Nechita)
- Championnats du Panama sur route : 1
  - Course en ligne : 2018 (Christofer Jurado)

## Classements UCI
L'équipe participe aux épreuves des circuits continentaux et principalement les courses du calendrier de l'UCI America Tour. Les tableaux ci-dessous présentent les classements de l'équipe sur les circuits, ainsi que son meilleur coureur au classement individuel.
UCI Africa Tour
| Saison | Classement par équipes | Meilleur coureur au classement individuel |
| ------ | ---------------------- | ----------------------------------------- |
| 2015   | 13e                    | Rino Gasparrini (139e)                    |
| 2016   | 10e                    | Alessandro Malaguti (91e)                 |

UCI America Tour
| Saison | Classement par équipes | Meilleur coureur au classement individuel |
| ------ | ---------------------- | ----------------------------------------- |
| 2014   | 32e                    | Rino Gasparrini (210e)                    |
| 2015   | 26e                    | Lucas Gaday (63e)                         |

UCI Asia Tour
| Saison | Classement par équipes | Meilleur coureur au classement individuel |
| ------ | ---------------------- | ----------------------------------------- |
| 2015   | 59e                    | Marco Tecchio (152e)                      |
| 2016   | 35e                    | Mauro Finetto (92e)                       |

UCI Europe Tour
| Saison | Classement par équipes | Meilleur coureur au classement individuel |
| ------ | ---------------------- | ----------------------------------------- |
| 2014   | 25e                    | Christian Delle Stelle (65e)              |
| 2015   | 30e                    | Simone Petilli (53e)                      |
| 2016   | 24e                    | Mauro Finetto (63e)                       |

## Trevigiani-Phonix-Hemus 1896 en 2018[17]

### Effectif
| Cycliste               | Date de naissance | Nationalité | Équipe 2017                      |  |
| ---------------------- | ----------------- | ----------- | -------------------------------- |  |
| Floryan Arnoult        | 10 mars 1996      | France      | VC La Pomme Marseille            |  |
| Aleks Bechkov          | 14 février 1999   | Bulgarie    | ?                                |  |
| Stanimir Cholakov      | 17 décembre 1991  | Bulgarie    | Unieuro-Trevigiani-Hemus 1896    |  |
| Alessandro Fedeli      | 2 mars 1996       | Italie      | Colpack                          |  |
| Christofer Jurado      | 27 octobre 1995   | Panama      | Quick Step-Telco’m-Gimex         |  |
| Teodor Kolev           | 12 septembre 1998 | Bulgarie    | Unieuro-Trevigiani-Hemus 1896    |  |
| Fabio Mazzucco         | 14 avril 1997     | Italie      | Borgo Molino Rinascita Ormelle   |  |
| Mihail Mihailov        | 19 septembre 1997 | Bulgarie    | Unieuro-Trevigiani-Hemus 1896    |  |
| Marco Molteni          | 10 octobre 1996   | Italie      | Unieuro-Trevigiani-Hemus 1896    |  |
| Javier Ignacio Montoya | 17 octobre 1997   | Colombie    | Unieuro-Trevigiani-Hemus 1896    |  |
| Konstantin Nikolov     | 24 mai 1999       | Bulgarie    | ?                                |  |
| Manuel Peñalver        | 10 décembre 1998  | Espagne     | Gsport-València Esports-Wolfbike |  |
| Nicolás Tivani         | 31 octobre 1995   | Argentine   | Unieuro-Trevigiani-Hemus 1896    |  |
| Abderrahim Zahiri      | 1er janvier 1996  | Maroc       | Unieuro-Trevigiani-Hemus 1896    |  |
| Filippo Zana           | 18 mars 1999      | Italie      | Autozai Contri Bianchi           |  |

### Victoires
| Date       | Course                                 | Pays   | Classe | Vainqueur         |
| ---------- | -------------------------------------- | ------ | ------ | ----------------- |
| 7/04/2018  | Trofeo Edil C                          | Italie | 1.2U   | Alessandro Fedeli |
| 25/04/2018 | Gran Premio della Liberazione          | Italie | 1.2U   | Alessandro Fedeli |
| 28/04/2018 | 1re étape de Toscane-Terre de cyclisme | Italie | 2.2U   | Abderrahim Zahiri |
| 8/06/2018  | 1re étape du Tour de Serbie            | Serbie | 2.2    | Nicolás Tivani    |
| 10/06/2018 | Classement général du Tour de Serbie   | Serbie | 2.2    | Nicolás Tivani    |
| 1/07/2018  | Championnats du Panama sur route       | Panama | CN     | Christofer Jurado |
| 14/07/2018 | 3e étape du Tour de la Vallée d'Aoste  | Italie | 2.2U   | Alessandro Fedeli |
| 15/09/2018 | 7e étape du Tour de Chine I            | Chine  | 2.1    | Manuel Peñalver   |

## Anciens coureurs
- Alessandro Ballan (1999-2001)
- Franco Pellizotti (2000)
- Mirco Lorenzetto (2000)
- Lars Bak (2001)
- Francesco Chicchi (2002)
- Enrico Franzoi (2003-2004)
- Roberto Ferrari (2005-2006)
- Manuel Belletti (2006-2007)
- Marco Coledan (2007-2011)
- Rafael Andriato (2008-2010)
- Manuele Boaro (2010)
- Mattia Cattaneo (2010-2012)
- Massimo Graziato (2010-2011)
- Giacomo Nizzolo (2010)
- Matteo Pelucchi (2010)

## Saisons précédentes

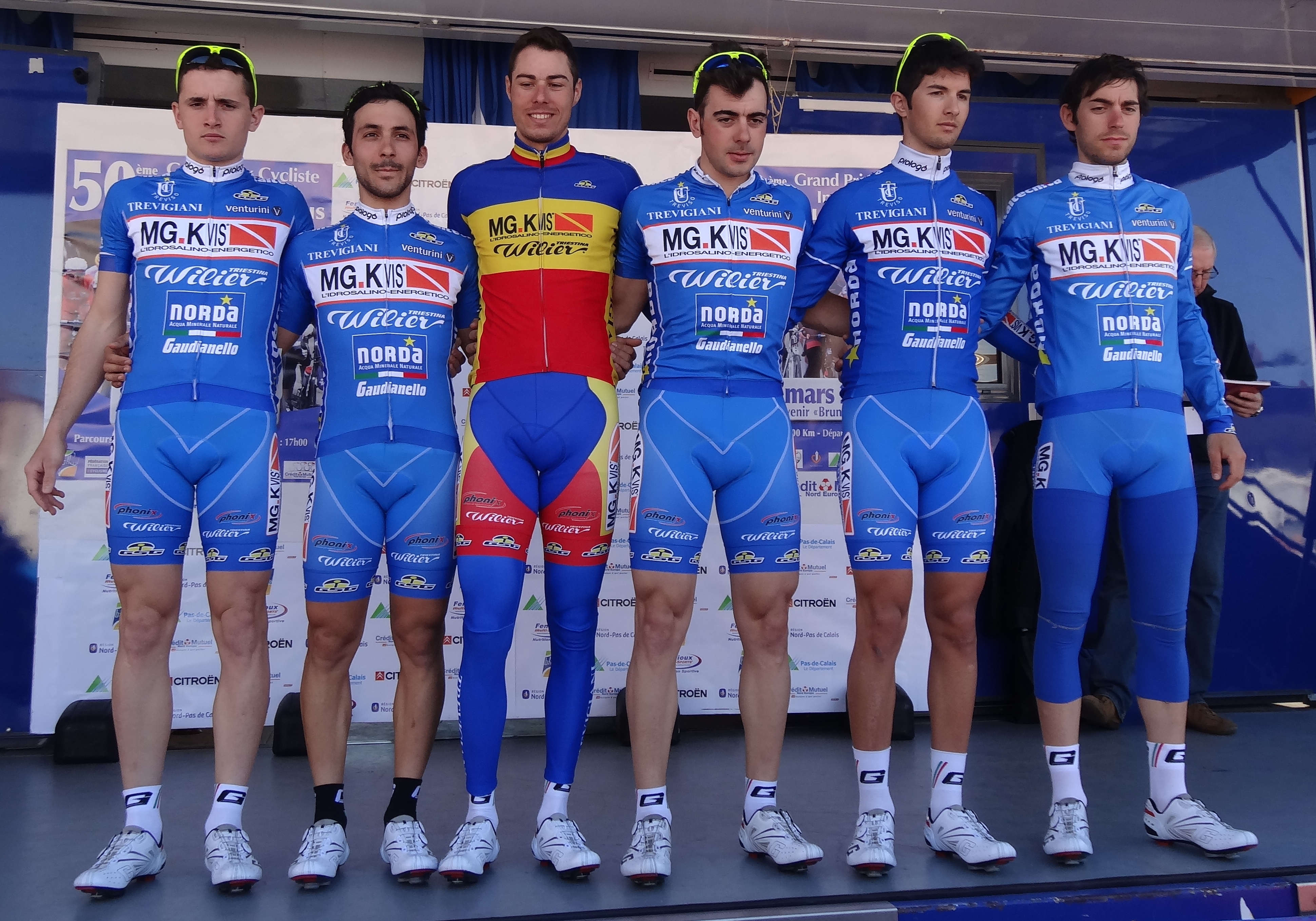
L'équipe lors du Grand Prix de Lillers-Souvenir Bruno Comini 2014.